# 'A banana
'A banana è il 34° album discografico di Brigantony, pubblicato nel 2000.

## Tracce
1. La banana – 3:26
2. Mambo rock – 2:55
3. Sono un...duro – 3:27
4. 'A 'ntappata – 2:59
5. Il castello del conte sanguinaccio (pt. 1) – 7:13
6. Il castello del conte sanguinaccio (pt. 2) – 8:40
7. Paci 'nfamigghia – 3:33
8. Amore mio – 3:30
9. Rosa – 2:36
10. Mambo italiano – 3:06